# ELEPHANT MORNING CALL
ELEPHANT MORNING CALL（エレファント・モーニング・コール）は、日本のロックバンド。

## メンバー
- 東祥吾（ボーカル）

解散後、「東祥吾SONG with ELECTRIC GUITAR !!」名義でソロ活動を経て、2010年からはサンコンJr.と共に「東祥吾SwEG!&サンコンJr.」として活動。
2016年、「The Sundance」を結成。
- 飯島基（ギター）
- 萩庭僚太郎（ベース）
- 河西稔（ドラムス）

## 概要
1994年春、東が始めたアコースティックでの弾き語りに飯島が参加したことをきっかけにバンドの前身となるアコースティック・デュオ「ストーン・アンド・シネマ」を結成。
同年秋、飯島のバイト先の同僚であり、ミュージシャンを目指しギタリストとしてバンド活動をしていた萩庭を勧誘。さらに、萩庭の高校時代の同級生である河西を誘い、同年11月にELEPHANT MORNING CALLを結成。
同年12月に吉祥寺の曼陀羅で行われた初ライブを皮切りにライブ活動を精力的に行い、1998年8月30日に富士急ハイランド・コニファーフォレストで開催された1万人規模のイベント「THE ROCK OF FUJIKYU」にオープニングアクトとして出演。
1999年1月、フォーライフ・レコードからシングル「北極ランチ」でデビュー。同年4月にはフォーライフ・レコード内の新レーベル「LIFE GOES ON」の第1弾アーティストとして1stフルアルバム「ELEPHANT MORNING CALL」をリリース。レーベル内でシングル4枚、アルバム2枚をリリースした。
2003年、解散。

## タイアップ一覧
| 使用年 | 曲名 | タイアップ                                               |
| ------ | ---- | -------------------------------------------------------- |
| 1999年 | TAXI | 日音制作 音楽番組『P.S.〜Pop Shake〜』オープニングテーマ |